# Верблюжка (гора)
Верблюжка, Дюяташ — гора в Беляевском районе Оренбургской области России.
Гора представляет собой трехглавый холм-останец, возвышающийся над урезом Урала на 198 м. Со стороны гора выглядит «двугорбой», за что и получила своё название «Верблюжка». Происхождение её связано с повышенной устойчивостью слагающих её пород и эрозионной деятельностью Урала и впадающей в него Елшанки. Эти реки перепилили поперек в двух местах антиклинальную складку-гряду, вытянутую в северо-западном направлении к селу Кандуровка. Склоны гряды бронированы пластами известняков курмаинской свиты ассельского яруса перми. Эти слои хорошо обнажены в южном обрыве над поймой Урала. Известняки часто имеют битуминозный запах, на что обратил внимание еще Э. А. Эверсманн (1840), назвав их «вонючкой». Среди тонких слоев в верхней части обрыва прослеживается один более мощный (до 80 см) слой, состоящий из известняковой брекчии. Подобные брекчии имеют морское происхождение и образуются благодаря придонным мутьевым потокам.
Восточный склон горы из-за крутого залегания слоев еще более крут, чем западный. Вершина перепиленной складки не сохранилась, поэтому в центральной части горы оказались податливые к размыву алевролиты и песчаники. Благодаря неустойчивости этих пород образовалась седловина между «горбами» горы-верблюда.
Степная растительность, покрывающая вершины и склоны горы Верблюжки, состоит из характерных петрофитов, в том числе кальцефитов. Среди них немало реликтов и эндемиков. Здесь произрастают хвойник двухколосковый, клаусия солнцепечная, оносма простейшая, овсец пустынный, копеечник крупноцветковый, тимьян губерлинский и другие.

### Частная собственность
Вся гора сейчас находится в частной собственности фермера А.Н. Петрушина, который регулярно конфликтует с посещающими гору туристами.